# Válka skladů
Válka skladů (v anglickém originále Storage Wars, stylizováno jako STORAGE WAR$) byla americká televizní reality show, vysílaná od roku 2010 na stanici A&E.
Celý pořad se odehrává v Kalifornii s výjimkou pár dílů, které byly natočeny v sousedním státě Nevada. Existují ale také verze z jiných amerických států – Storage Wars: Texas, Storage Wars: New York, Storage Wars: Miami. Svojí verzi má také Kanada.
V Česku je pořad vysílán na stanici Nova Action. První čtyři řady byly premiérově vysílány v roce 2015. Nova Action vysílá také verze Válka skladů: Texas a Válka skladů: Kanada a Válka skladů: New York. Pořad je vysílán s českým dabingem.

## Děj
Na veřejné aukci obsahu úložných prostorů (skladovacích kójí), u kterých původní majitel už neplatil nájemné, se vždy sejde pár kupujících, kteří se přebíjejí v tom, kdo zaplatí za kóji víc. Jejich cílem je levně nakoupit a draze prodat, tedy generovat co největší zisk. Všichni účinkující jsou reální lidé, hrají sami sebe.

## Kupující
V prvních čtyř sériích se nejvíce vyskytovali tito kupující:
- Dave Hester („Magnát“) – „Záporák“, přihazuje i v případě, že kóji nechce, aby navýšil cenu pro ostatní. Kupující vytáčí slovem YUUUP, to vykřikuje při každém příhozu. S ostatními vychází velmi špatně, hádky a rvačky jsou pro něj na denním pořádku, a to i s licitátory show.

- Darrell Sheets („Hráč“) – Kladná postava show, v oboru se vyzná. Jednou vydělal na kóji rekordních 300 000$. Na aukce většinou jezdí se svým synem Brandonem, kterého učí, jak se stát dobrým kupujícím.

- Jarrod Schulz („Mladá puška“) – Jezdí na aukce se svojí přítelkyní Brandi, ta mu nedovoluje příliš utrácet. Jarrod její hranici většinou stejně poruší, to dodává seriálu komický prvek.

- Barry Weiss („Sběratel“) – Starší chlapík, který sbírá umělecké předměty a starožitnosti. Když nějaké v kóji uvidí, většinou ji koupí, ačkoliv následně prodělá.

Mezi další kupující, které je možno v pořadu vidět, patří např. Ivy Calvin, Rene Nezhoda a Casey Nezhoda (dříve Lloyd), Mark Balelo, Nabila Haniss, Jeff Jarred, Herb Brown a Mike Karlinger, Mark Harris a Matt Harris.
Celou aukcí provázejí a kóje prodávají licitátoři Dan a Laura Dotsonovi.